# コラ湾橋
座標: 北緯68度54分23秒 東経33度02分29秒 / 北緯68.90639度 東経33.04139度

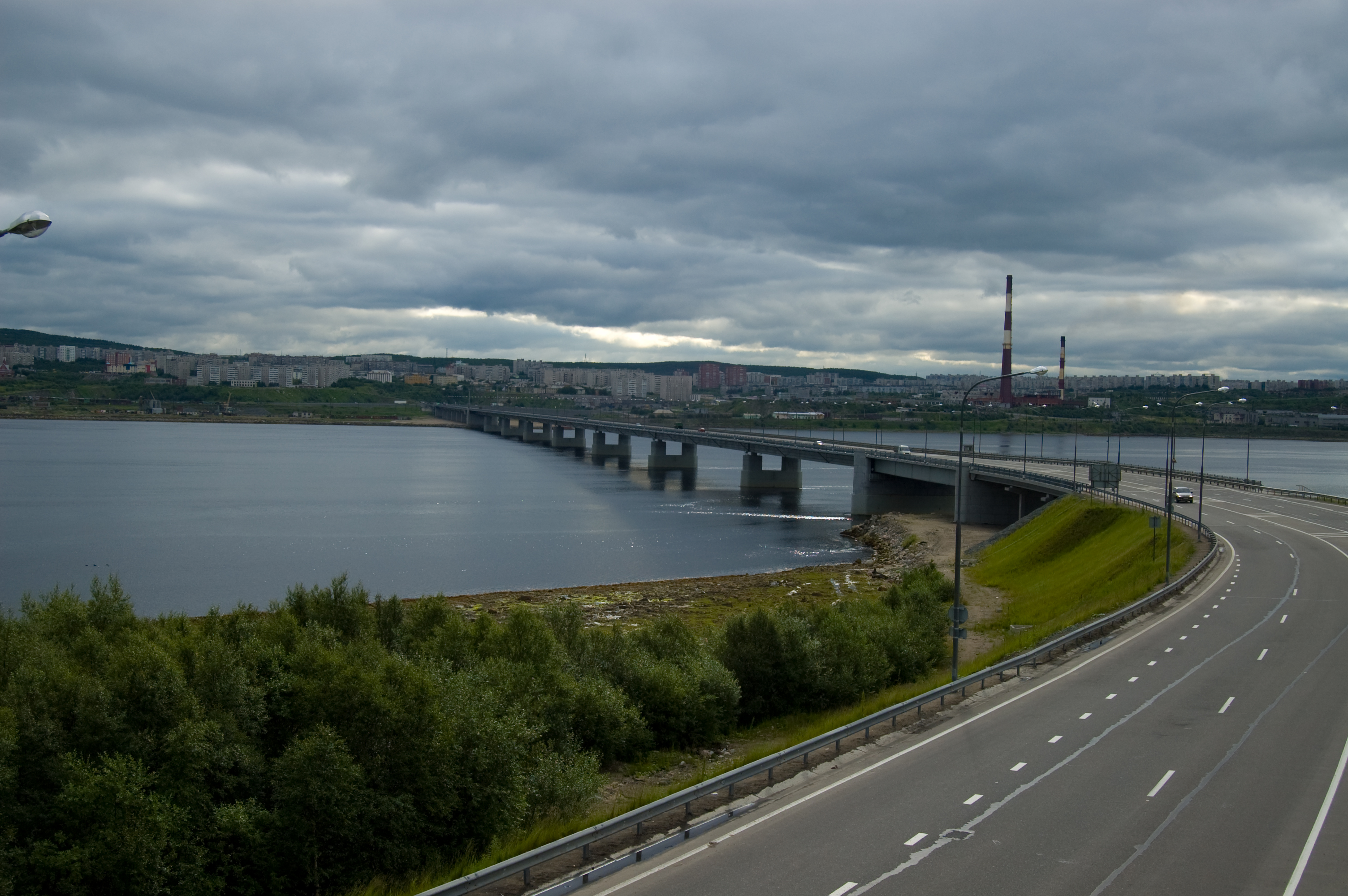

コラ湾橋（ロシア語: Мост через Кольский залив）は、ロシア・ムルマンスクのコラ湾に架かる橋であり、北極圏にある自動車橋としては世界で最も長い。長さは1.6キロメートルで、ハイウェイ部分も加えると2.5キロメートルになり、2010年時点でロシアで9番目に長い橋になる。工事の第一段階は1992年-2004年に行われ、橋は2005年10月11日に開通した。工事の第二段階も続けられる。